# 国王誕生日 (オランダ)

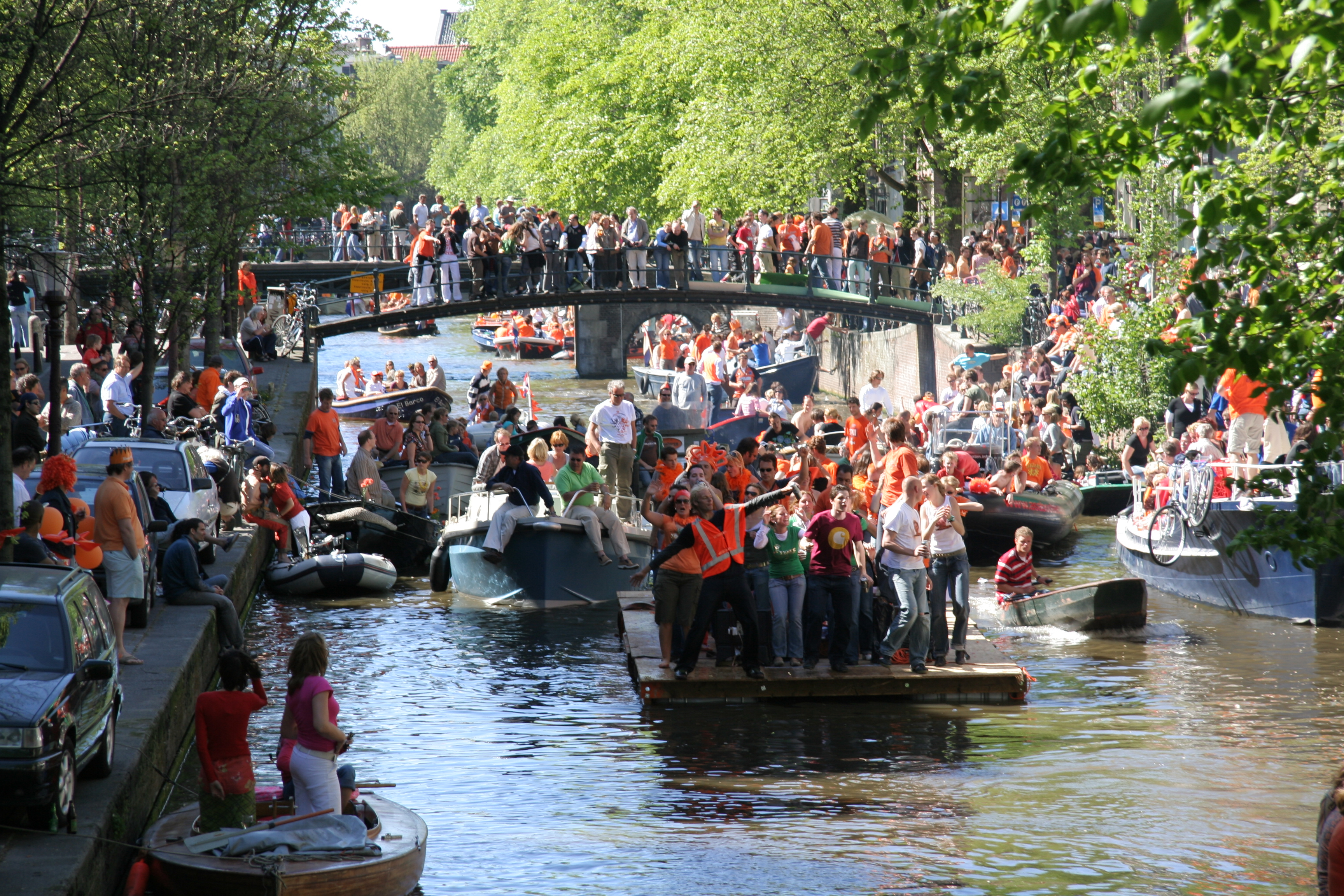
オレンジ色の衣装を身に着ける人々で埋め尽くされたアムステルダムの運河（2007年の女王誕生日）

国王誕生日（こくおうたんじょうび）は、オランダ国王の誕生を祝う、オランダの祭日である。オランダ語では Koningsdag。直訳で王の日（おうのひ）または国王の日とも言う。オランダの国家の日とされている。
2013年4月30日のベアトリクス元女王の退位までは女王誕生日 （じょおうたんじょうび）または女王の日（じょおうのひ、オランダ語: Koninginnedag）として知られた。現在は息子のウィレム＝アレクサンダー国王の誕生日のお祝いである。

## 日付
日付は4月27日。ただし27日が日曜日なら4月26日にずらされる。
この日は現国王ウィレム＝アレクサンダーの誕生日である。

### 過去の日付
女王誕生日は第3代国王ウィレム3世の時代の1885年に始まった。日付はのちに第4代女王となるウィルヘルミナ王女の誕生日8月31日だった。
1949年、ウィルヘルミナが退位し第5代女王ユリアナが即位すると、女王誕生日はユリアナの誕生日4月30日に変更された。
1980年の71歳の誕生日にユリアナは退位し、第6代女王ベアトリクスが即位した。ユリアナの誕生日とベアトリクスの即位日が同じなのはこのためである。前女王の誕生日は1月31日だが、屋外で行われる祝賀行事に不向きな季節であることと、母である先代への敬意から日付は変更されなかった。
2013年の女王誕生日にベアトリクスは退位し、第7代国王ウィレム＝アレクサンダーが即位した。即位に伴い「女王の日」は「王の日」に変更された。

## 習慣
この日にはオランダ全土がオレンジ色（オランダ王家の色）の飾りが掲げられ、さまざまなパレードや音楽祭が催されるほか、 vrijmarkt（フリーマーケット）が開かれ、街の通りで住人が自由に物を売買することが許されている。
この日に限り、オランダ政府は許可証や付加価値税の支払い無しに路上販売することを許可している。

## 事件
2009年4月30日にアペルドールンにおいて開かれていたオランダ王室メンバーのパレードにおいて、観客の中に自動車が突っ込み記念碑に衝突し、大破する事件がおきた。運転手を含め7人が死亡し、10人が怪我を負った。事件を起こし死亡した男性に対しては王室を狙ったテロの疑いで捜査が行われたが、前科や病歴はなく、テロ組織への関与の有無は確認されなかったが、長年にわたり勤めていた警備員の職を失い失業中だったと報道されている。